# Convenio de Cartagena
El Convenio de Cartagena o Plan para Libertar a Venezuela es el proyecto para la independencia de Venezuela hecho por el caudillo Antonio Nicolás  Briceño en acuerdo con otros jefes patriotas en enero de 1813 para poner en práctica una guerra de exterminio contra los españoles. Este plan queda enmarcado dentro del periodo de la independencia venezolana denominada Guerra a muerte (Venezuela). Entre sus artículos destacados se citan: 

En el nombre del pueblo de Venezuela se hacen las proposiciones siguientes para emprender una expedición por tierra con el objeto de libertar á mi patria del yugo infame que sobre ella pesa. Yo las cumpliré exacta y fielmente pues que las dicta la justicia y que un resultado importante debe ser su consecuencia. 

Primero serán admitidos á formar la expedición todos los criollos y extranjeros que se presenten conservándoseles sus grados. Los que aún no han servido obtendrán los grados correspondientes á los empleos civiles que hayan desempeñado y en el curso de la campaña tendrá cada cual el ascenso proporcionado á su valor y conocimientos militares. 
Segundo como el fin principal de esta guerra es el de exterminar en Venezuela la raza maldita de los españoles de Europa sin exceptuar los isleños de Canarias, todos los españoles son excluidos de esta expedición por buenos patriotas que parezcan, puesto que ninguno de ellos debe quedar con vida no admitiéndose excepción ni motivo alguno; como aliados de los españoles los oficiales ingleses no podrán ser aceptados sino con el consentimiento de la mayoría de los oficiales hijos del país.
Tercero las propiedades de los españoles de Europa sitas en el territorio libertado serán divididas en cuatro partes, una para los oficiales que hicieren parte de la expedición y hayan asistido á la primerafuncion de armas haciéndose su reparto por iguales porciones con abstracción de grados, la segunda pertenece á los soldados, indistintamente las otras dos al Estado. En los casos dudosos la mayoría de los oficiales presentes decidirá la cuestión. 
Noveno para tener derecho á una recompensa o a un grado bastará presentar cierto número de cabezas de españoles o de isleños canarios. El soldado que presente veinte será hecho abanderado en actividad, treinta valdrán el grado de Teniente, cincuenta el de Capitán, etc.
sigue...
Cartagena de Indias, 16 de Enero de 1813. Antonio Nicolás Briceño

Más tarde, en la ciudad de Cúcuta, el coronel Simón Bolívar añade una cláusula a la espera de la aprobación por el Congreso de la Nueva Granada, para posteriormente, el 15 de junio de 1813, lanzar su Decreto de Guerra a Muerte. Bolívar mandaba además del contingente venezolano, también las fuerzas aportadas por el congreso de Nueva Granada, junto con su segundo, el coronel Manuel del Castillo y Rada. Bolívar y del Castillo estaban esperando en Cúcuta instrucciones del gobierno neogranadino de Santa Fe de Bogotá para adentrarse en Venezuela, lo que daría lugar a la Campaña Admirable, pero anticipadamente ambos jefes aceptaron con modificaciones (20 de marzo) el plan de exterminio del Convenio de Cartagena del 16 de enero, para matar a todos los españoles implicados en la guerra como proponía Briceño, y el resto de españoles serían arrestados hasta que el plan de Briceño de exterminación total recibiese la aprobación del congreso de Nueva Granada.

Como jefes de las fuerzas de la Unión (Nueva Granada) y también de las de Venezuela que se hallan unidas á aquellas aprobamos las precedentes proposiciones esceptuando únicamente el artículo segundo en cuanto se dirige á matar á todos los españoles europeos, pues por ahora solo se hará con aquellos que se encuentren con las armas en la mano, y los demás que parezcan inocentes seguirán con el ejército para vigilar sus operaciones, mientras que el Congreso general de la Nueva Granada á quien se remitirán estos documentos aprueba ó no la guerra á muerte á los nominados españoles, quedando por consiguiente el artículo noveno sujeto á la misma disposición.

Cúcuta, 20 de marzo de 1813. Simon Bolívar (Venezuela) y Manuel del Castillo (Nueva Granada)